# Tyi Wara

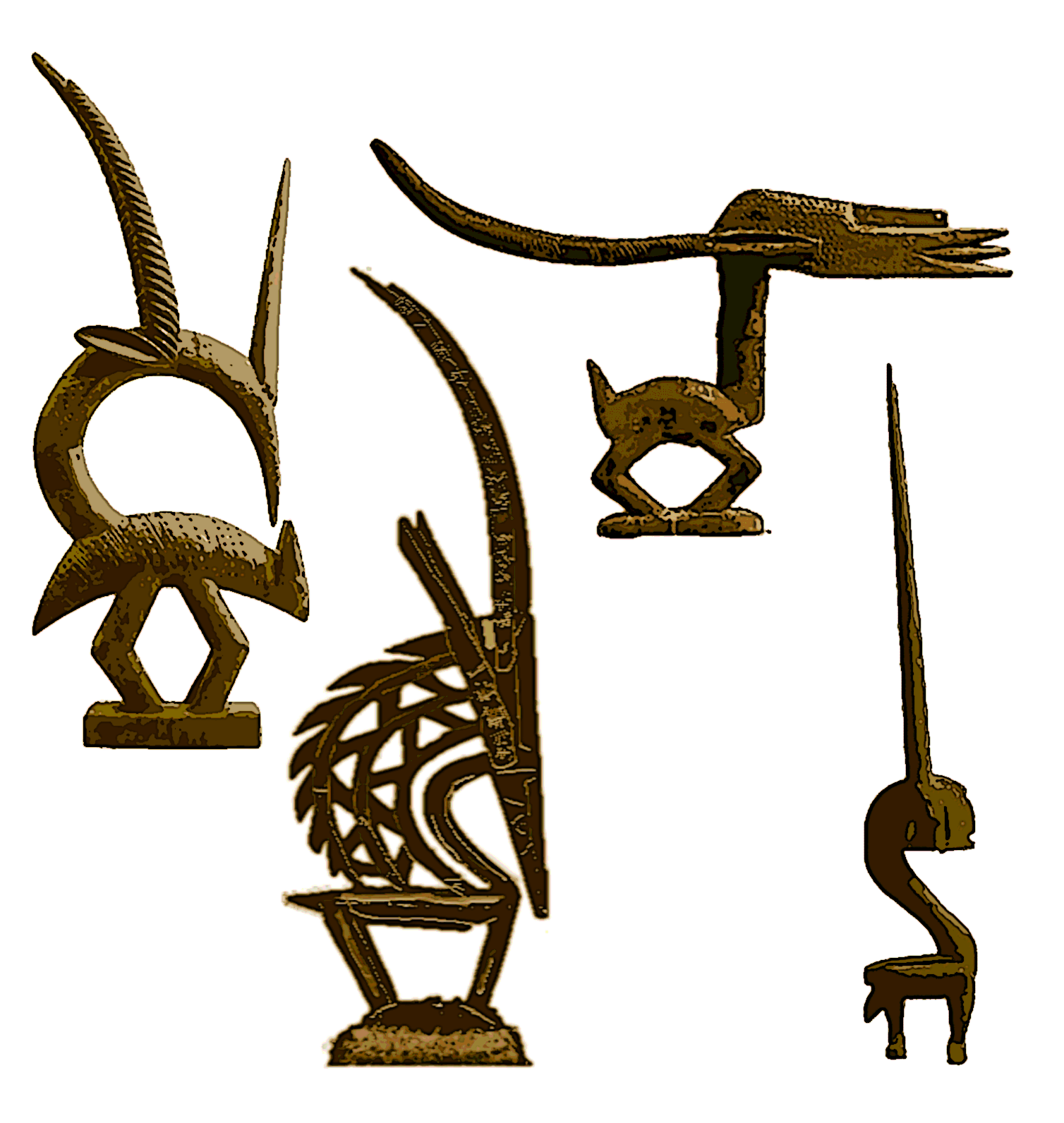
Porównanie czterech głównych typów masek Tyi Wara. Od lewej: Bougouni (południowa), wertykalna (Segu, północna), horyzontalna (Bamoko, północna), Sikasso.

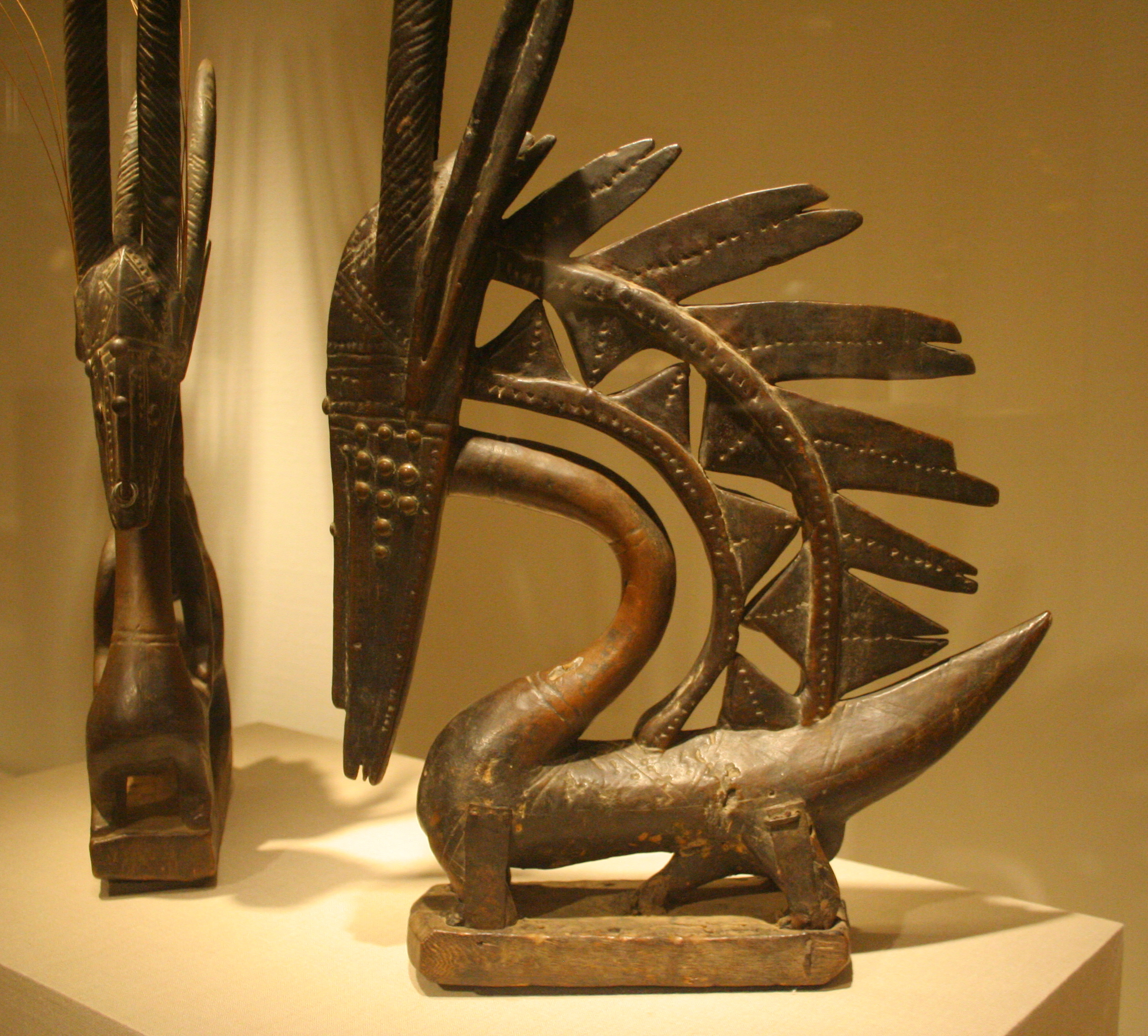
Dwie maski Tyi Wara w Art Institute of Chicago. Żeńska (po lewej) oraz męska wertykalna.

Tyi Wara, Chiwara, Tia Wara – tradycyjny taniec wykonywany przez ludy Bamana i Maninka zamieszkujące środkowo-zachodnią część Mali.
Lud Bamana utrzymywał się z uprawy roli. Doprowadziło to do rozwoju wierzeń religijnych i rytuałów, gloryfikujących rolnictwo i tych, którzy się nim zajmowali. Stało się to inspiracją do wytworzenia masek, stylizowanych na postać antylopy, określanych jako Tyi Wara Koun.

## Tło
Pierwotnie taniec Tyi Wara był zakonspirowanym tańcem inicjacyjnej społeczności. Obecnie  tańce wykonywane są w obecności kobiet i dzieci, a maski zabiera się do sąsiednich wiosek, aby mogły je obejrzeć osoby nie należące do tej społeczności. 
Początkowo głównym celem Tyi Wara była prośba o błogosławieństwo dla ludzi pracujących na roli. Jednak stopniowo przyjmował on świecki charakter, zachęcając członków stowarzyszenia do bycia dobrymi rolnikami.
Według legendy Tyi Wara był potomkiem pierwszej stworzonej kobiety i węża. Uprawiał on ziemię od najmłodszych lat, używając własnych pazurów i kijów z drzewa sunsun podarowanych mu przez matkę. Uprawiał ziemię w magiczny sposób, m.in. przemieniał chwasty w kukurydzę. Tyi Wara próbował nauczyć tego ludzi, ale po pewnym czasie przestali się starać. Zniechęcony Tyi Wara sam „pogrzebał się” w ziemi. Wówczas ludzie, aby wyrazić skruchę zbudowali przedmiot (fetysz), w którym mógłby przebywać jego duch – boli. 

## Etymologia
Słowo „tyi” miało wiele znaczeń, jednym z nich jest „uprawa ziemi”. Termin „Wara” ogólnie odnosił się do dzikich zwierząt. W dosłownym tłumaczeniu „Tyi Wara” oznaczał więc „rolne zwierzę” lub „rolne dzikie zwierzę”. Lud Bamana tłumaczył nazwę jako „doskonały rolnik”. Nazwa Tyi Wara używana była również na określenie tancerzy zakładających charakterystyczne nakrycia głowy.

## Ubiór
Większość masek noszonych na głowie miało zoomorficzną formę, widoczne były faliste linie wraz z tworzonymi przez nie kątami i wzorami. Wyróżnia się dwa zasadnicze typy Tyi Wara Koun: wertykalny i horyzontalny. Wertykalne maski były bardziej abstrakcyjne, długie rogi wskazywały na antylopę, a szereg trójkątnych form usytuowanych z tyłu reprezentował jej grzywę. Ogromne uszy symbolizowały słuch, dzięki któremu wpajano cnoty niezbędne do efektywnej pracy, a zwężająca się ku dołowi twarz miała przypominać mrówkojada, symbol wytrzymałości i siły. Maski horyzontalne miały bardziej naturalistyczne formy. Wzorowane były na dzioborożcu i antylopie. Głowa i usta podobne były do głowy i dziobu dzioborożca, podczas gdy rogi i reszta ciała symbolizowały antylopę.
Tradycyjnie nakrycia głowy wykonywano z twardego drewna toro (Fikus gnaphalocarpus), ponieważ było ono odporne na szkodniki. Obecnie wykonuje się je z drewna kapokowego (Ceiba pentandra), gdyż jest miękkie i łatwe w obróbce. Rzeźbiarze używali różnego rodzaju toporków i dłut. Kowal najpierw rzeźbił postać, pokrywał ją wzorami, następnie czernił drewno. Kolejnym etapem było dekorowanie maski czerwonymi materiałami i metalami, a na sam koniec maskę smarowano masłem i przeczepiano do plecionej czapki. Kostium wykonywano z włókien rośliny da (Disocera cayennensis). Naturalnie białe włókna farbowano na kolor czarny.

## Rytuał
W uzgodnionym dniu najstarsi członkowie stowarzyszenia wraz z dwoma tancerzami ukrywali się koło pola, na którym pracowali rolnicy. Gdy wszystko było już gotowe, tancerz w masce przedstawiającej męską antylopę wyłaniał się z buszu. Tancerz z żeńską maską wychodził chwilę później. Wspólnie udawali się w kierunku rolników, podpierając się laskami z drzewa sunsun. W trakcie tańca nikt nie mógł dotknąć tancerzy ani przejść przed nimi. Dawniej postać męska postrzegana była jako Tyi Wara, niezwyciężona istota, dlatego tancerz inscenizował rytuał wbijania noża w swoje udo. Starsi ludzie podawali mu kawałek gorącego metalu, który wkładał sobie do ust, manifestując w ten sposób odwagę i odporność na ból. Solistka wywoływała imiona pracujących mężczyzn, głosząc, że nigdy nie będą tacy jak Tyi Wara, ponieważ są zbyt słabi. W odpowiedzi na jej wołanie mężczyźni pracowali jeszcze ciężej. Tancerze nigdy nie przyjmowali wyprostowanej postawy, jeśli chcieli odpocząć, przykucali na ziemi. W czasie wykonywania tańca specjalnie wyznaczona osoba przyglądała się kostiumom, by sprawdzić, czy nic nie zostało zgubione. Taniec z przerwami trwał do godziny piątej po południu. Później mężczyźni udawali się do buszu, gdzie zdejmowali kostiumy i pili piwo. Po kolacji taniec rozpoczynał się na nowo w wiosce. Podczas tańca śpiewano pieśń.

## Pieśń
Pieśń miała dwie zwrotki, partia chóru wykonywana była dwa razy. Rytm był bardzo wolny. Śpiewacy i tancerze zwiększali tempo wykonywania dopiero pod koniec, gdy chór śpiewał po raz ostatni. 
Tyi Wara Too

(Hej Tyi Wara)

N’Gana yoo nani noro korobo 

(Mistrz rolnik przychodzi pracować tutaj na roli)

Forokera dani boi eee

(Pole staje się miejscem współzawodnictwa)

Nani noro koroba ankoye

(Chodź, uprawiaj ziemię tutaj w obecności nas wszystkich)

Tyi Wara Yoo

(Hej Tyi Wara)

Nani noro korobo 

(Chodź uprawiaj ziemię tutaj)

Krokera dani boi eee

(Pole staje się miejscem współzawodnictwa)

Nani noro korobo ankoye

(Chodź, uprawiaj ziemię tutaj w obecności nas wszystkich)